# Lista de clientes de Jeffrey Epstein
Jeffrey Epstein, condenado por abuso sexual de menores, cultivava um círculo social de figuras públicas que incluía políticos e celebridades. Isso alimentou teorias da conspiração de que Epstein mantinha uma lista de clientes para quem havia traficado meninas, que a usava para chantageá-las e que foi morto por elas, em vez de suicídio, como relatado oficialmente.
O Departamento de Justiça dos Estados Unidos (DOJ) divulgou um memorando em 7 de julho de 2025, afirmando que não havia nenhuma lista e "nenhuma evidência confiável [foi] encontrada de que Epstein chantageou indivíduos proeminentes como parte de suas ações. Não descobrimos evidências que pudessem fundamentar uma investigação contra terceiros não acusados". O memorando foi recebido com ceticismo pela direita e pela esquerda.

## Contexto
O condenado por crimes sexuais contra crianças Jeffrey Epstein cultivou um círculo social de figuras públicas que incluía políticos e celebridades. Isso alimentou teorias da conspiração de que Epstein mantinha uma lista de clientes para quem havia traficado meninas, que ele a usava para chantageá-las e que foi morto por elas; essas teorias foram amplamente disseminadas após a morte de Epstein em 2019, inclusive pelo então presidente Donald Trump, e novamente em 2025.
O termo "arquivos de Epstein" refere-se a documentos coletados como prova nos processos criminais contra Epstein e seus associados, incluindo sua agenda de contatos, registros de voo de seus aviões e documentos judiciais; alguns deles foram divulgados publicamente. Por exemplo, documentos judiciais e registros de voo já nomearam vários indivíduos proeminentes como tendo viajado com Epstein ou estado em contato com ele. "O livro negro de Epstein" refere-se a uma lista de 97 páginas de nomes e números de telefone que um ex-funcionário pegou da casa de Epstein em 2005 e depois tentou vender. A lista contém mais de mil e quinhentos nomes, cerca de cinco mil números de telefone e endereços de e-mail e residenciais, e cerca de cem nomes e números de telefone de suas vítimas. O Gawker publicou uma versão redigida em 2015, e uma versão não redigida foi lançada no 8chan em 2019.
O Departamento de Justiça dos Estados Unidos (DOJ) divulgou um memorando em 7 de julho de 2025, dizendo que não havia nenhuma lista e "nenhuma evidência confiável [foi] encontrada de que Epstein chantageou indivíduos proeminentes como parte de suas ações. Não descobrimos evidências que pudessem basear uma investigação contra terceiros não acusados". Também disse que a morte de Epstein foi um suicídio, contradizendo outras suspeitas. O memorando foi recebido com ceticismo por vários ativistas e influenciadores de direita, incluindo os Hodgetwins, Alex Jones, Rogan O'Handley e Liz Wheeler, e por representantes democratas.

### A relação de Trump com Epstein
Trump sugeriu uma vez que conhecia Epstein desde o final da década de 1980 ("Conheço Jeff há 15 anos", disse ele à New York Magazine em 2002).
Em 1992, o empresário George Houraney trouxe pessoas que ele descreveu como "28 garotas" para se apresentarem em uma competição de "garotas do calendário" em Mar-a-Lago. Trump havia pedido a festa e, depois que Houraney a planejou, ficou surpreso ao saber que Trump e Epstein eram os únicos convidados.
Em 1993, Epstein foi convidado para o casamento de Donald Trump com Marla Maples no Plaza Hotel, e Epstein foi a um Harley-Davidson Café com Trump e seus filhos no final daquele ano. Há fotos de ambas as interações.
Em 1997, Trump autografou uma cópia do seu livro Trump: The Art of the Comeback para Epstein, escrevendo: "Você é o maior!".
Há um vídeo de Epstein e Trump conversando em um Victoria’s Secret Fashion Show em Nova Iorque em 1999.
Em 2002, em declarações à New York Magazine, Trump chamou Epstein de um "cara fantástico" que "gosta de mulheres bonitas tanto quanto eu, e muitas delas são mais jovens".
Em 2003, Trump enviou uma carta a Epstein em seu 50.º aniversário, contendo um desenho de uma mulher nua e uma conversa imaginária entre os dois, incluindo a frase "Temos certas coisas em comum, Jeffrey". Isso foi relatado pelo The Wall Street Journal em 2025 e Trump negou imediatamente ter escrito a carta.
Em 2004, Trump superou Epstein em uma mansão à beira-mar em Palm Beach, Flórida, e sua amizade esfriou. No ano seguinte, a polícia de Palm Beach começou a investigar Epstein por suposto abuso sexual de um menor, e o FBI começou a investigar no ano seguinte. Em 2008, Epstein se declarou culpado.
Em 2015, o assessor de Trump, Roger Stone, publicou "A Guerra dos Clintons Contra as Mulheres", no qual citou um membro de Mar-a-Lago que se lembrava de Trump ter dito que Epstein tinha "lindas garotas" em sua piscina em Palm Beach. Trump teria dito: "'Que legal', pensei, 'ele [Epstein] deixou as crianças da vizinhança usarem sua piscina'".
Antes de Trump iniciar sua campanha presidencial em 2015, o assessor de campanha Sam Nunberg perguntou-lhe sobre Epstein. Trump garantiu a Nunberg: "Eu o expulsei dos clubes [Mar-a-Lago] quando essa história se tornou pública e garanti que a NBC soubesse" (como Nunberg relembrou em 2019 para o New York Times).

## História
Após a morte de Epstein em 10 de agosto de 2019, a juíza de Nova Iorque Loretta Preska ordenou que uma lista com os nomes de mais de 170 associados de Epstein fosse revelada vários anos no futuro. Qualquer pessoa na lista tinha até 1.º de janeiro de 2024 para apelar para que seu nome fosse removido, data após a qual a lista seria revelada. Os documentos judiciais revelados em janeiro de 2024 continham poucas informações que já não fossem de conhecimento público, incluindo as pessoas nomeadas. Os indivíduos mencionados nos documentos judiciais divulgados incluem: Príncipe André, Duque de Iorque, o ex-presidente dos EUA Bill Clinton, Donald Trump, o governador do Novo México Bill Richardson, o advogado Alan Dershowitz, o cantor Michael Jackson e o físico Stephen Hawking . A maioria foi mencionada de passagem e não foi acusada de qualquer delito. O olheiro Jean-Luc Brunel, acusado de abuso sexual por uma das vítimas de Epstein, morreu por suicídio em 2022 em Paris, França, enquanto estava sob investigação por estupro e tráfico sexual de crianças.
Durante a presidência de Joe Biden, de 2021 a 2025, muitas figuras de direita levantaram a hipótese de uma lista de clientes de Epstein não divulgada pelo governo Biden. Kash Patel, que ainda não era o diretor do FBI na época, alegou que o FBI estava mantendo a "lista negra" de Epstein e encorajou um possível governo de Donald Trump a divulgá-los se ele fosse eleito. Durante a convenção Turning Point Action em junho de 2024, Donald Trump Jr. acusou o governo Biden de manter a lista em segredo para proteger pedófilos. Em outubro de 2024, J. D. Vance disse "precisamos divulgar a lista de Epstein".
Durante sua campanha presidencial de 2024, Trump afirmou que "não teria problemas" em divulgar mais arquivos de Epstein, caso fosse eleito. Ele acrescentou que uma lista de clientes "provavelmente" será tornada pública.
A procuradora-geral dos EUA, Pam Bondi, foi questionada em 21 de fevereiro de 2025, pelo jornalista da Fox News, John Roberts, se o Departamento de Justiça publicaria "a lista de clientes de Jeffrey Epstein", e Bondi respondeu: "Está na minha mesa agora para revisão. Essa foi uma diretriz do presidente Trump. Estou revisando isso." Em 27 de fevereiro, ela divulgou documentos que não continham nenhuma informação nova significativa. Em 7 de julho, a secretária de imprensa da Casa Branca, Karoline Leavitt, disse que Bondi estava se referindo de forma mais geral às evidências acumuladas contra Epstein, afirmando: "[Bondi] estava dizendo que a totalidade de toda a papelada, todo o papel, em relação aos crimes de Jeffrey Epstein, era a isso que a procuradora-geral estava se referindo, e vou deixá-la falar sobre isso".

O FBI trabalhou nos registros de Epstein por duas semanas no final de março de 2025, de acordo com o senador Dick Durbin. Mais tarde, ele escreveu que Bondi tinha
pressionado o FBI a alocar aproximadamente mil funcionários ... em turnos de 24 horas para revisar aproximadamente cem mil registros relacionados a Epstein, a fim de produzir mais documentos que pudessem ser divulgados em um prazo arbitrariamente curto. Esse esforço ... foi complementado de forma desordenada por centenas de funcionários do Escritório de Campo do FBI em Nova Iorque, muitos dos quais não tinham a expertise necessária para identificar informações protegidas por lei sobre crianças vítimas e testemunhas, ou para lidar adequadamente com solicitações de FOIA. Meu escritório foi informado de que esses funcionários receberam instruções para "sinalizar" quaisquer registros em que o Presidente Trump fosse mencionado.
O advogado e professor de direito Alan Dershowitz disse em uma entrevista com Sean Spicer em 19 de março de 2025, que ele sabia os nomes de indivíduos em tal lista e arquivos não divulgados relacionados a Epstein, acrescentando que "eu sei por que eles estão sendo suprimidos. Eu sei quem está suprimindo-os" e que ele estava "[...] vinculado à confidencialidade de um juiz e casos, e não posso revelar o que sei". Dershowitz fez parte da equipe jurídica que negociou um acordo de não-acusação para Epstein em 2006.
Em 18 de maio, o diretor do FBI, Kash Patel, e o vice-diretor do FBI, Dan Bongino, disseram à Fox News que Epstein havia morrido por suicídio.
Em maio, Bondi informou Trump que seu nome apareceu nos arquivos de Epstein. Ela também disse que os arquivos continham "boatos não verificados" sobre Trump e outros, pornografia infantil e informações de identificação sobre as vítimas de Epstein. Como tal, as autoridades aconselharam que os arquivos não deveriam ser divulgados. Isso foi relatado pela primeira vez pelo Wall Street Journal e The New York Times em 23 de julho. O diretor de comunicações da Casa Branca, Steven Cheung, negou as alegações, e Bondi disse que "Como parte de nosso briefing de rotina, tornamos o presidente ciente das descobertas". No dia em que foi relatado, Bondi cancelou sua participação na Cúpula Internacional contra o Tráfico de Pessoas da CPAC.
O ex-assessor sênior de Trump, Elon Musk, que recentemente entrou em conflito com Trump, postou no X em 5 de junho alegando que o nome de Trump estava nos arquivos de Epstein e que esta "é a verdadeira razão pela qual eles não foram tornados públicos".
Em um memorando de 7 de julho de 2025, o Departamento de Justiça declarou que não divulgaria mais documentos relacionados a Epstein. Em uma reunião de gabinete, enquanto Trump criticava os repórteres por se concentrarem no caso Epstein, Bondi esclareceu quando disse "está na minha mesa" que estava se referindo ao arquivo do caso em vez da lista específica de clientes. Em uma reunião de 9 de julho que incluiu Bondi, Bongino, Patel e a chefe de gabinete da Casa Branca, Susie Wiles, Bongino e Patel foram confrontados sobre esta decisão, de acordo com a CNN. Bongino teria considerado sua renúncia após a reunião. Bondi foi criticado por muitos no movimento MAGA.
Em 16 de julho de 2025, o Departamento de Justiça demitiu Maurene Comey, a promotora federal que havia processado Epstein. Ela é filha de James Comey, o diretor do FBI que Trump demitiu em 2017.
O procurador-geral adjunto Todd Blanche encontrou-se com Ghislaine Maxwell em 24 de julho no escritório do procurador dos EUA em Tallahassee. Maxwell foi encarcerada, tendo sido condenada a vinte anos; seu advogado, David Oscar Markus, reconheceu publicamente em 22 de julho que estava ciente do pedido do FBI e do DOJ para uma entrevista. Em 25 de julho, quando um repórter da CNN perguntou a Trump se ele planejava perdoar Maxwell, ele respondeu sem se comprometer: "Estou autorizado a fazer isso".

## No tribunal
Em 17 de julho de 2025, Trump escreveu no Truth Social:
"Com base na quantidade absurda de publicidade dada a Jeffrey Epstein, solicitei à Procuradora-Geral Pam Bondi que apresente todo e qualquer depoimento pertinente ao Grande Júri, sujeito à aprovação do Tribunal. Este GOLPE, perpetuado pelos democratas, deve acabar agora mesmo!"
Numa resposta no mesmo dia, Bondi publicou no X: "Presidente Trump — estamos prontos para mover o tribunal amanhã para revelar as transcrições do grande júri."
Em 23 de julho, a juíza Robin Rosenberg afirmou que o "amplo interesse público" não era fundamento suficiente para a divulgação dos documentos do grande júri. Em vez disso, ordenou a abertura de um novo processo.

## No Congresso
Jamie Raskin e outros quinze membros da Câmara dos Representantes escreveram uma carta a Bondi acusando-a de reter documentos para proteger Trump de divulgações potencialmente prejudiciais. Eles citaram a publicação anterior de Musk para X acusando Trump de estar "nos arquivos de Epstein".
Os democratas na Câmara dos Representantes dos EUA começaram um esforço para, de acordo com a Axios, "forçar uma votação na Câmara para fazer a Procuradora-Geral Pam Bondi divulgar todos os registros relacionados a Jeffrey Epstein", com Ro Khanna e Marc Veasey declarando que pretendiam introduzir medidas separadas. A medida de Khanna falhou na Câmara; foi rejeitada por 211–210, de acordo com as linhas partidárias.
O representante do Kentucky, Thomas Massie, buscou a maioria dos membros da Câmara para assinar uma petição de quitação para forçar uma votação sobre a liberação dos arquivos. No entanto, em 21 de julho de 2025, o presidente da Câmara, Mike Johnson, disse que não permitiria uma votação até setembro, e no dia seguinte colocou a Câmara em um recesso de cinco semanas, cancelando outras votações planejadas.
Em 23 de julho, o Comitê de Supervisão da Câmara intimou Ghislaine Maxwell, exigindo que ela depusesse em 11 de agosto na Instituição Correcional Federal em Tallahassee.

## Reação de Trump
Em meados de julho de 2025, após anos exigindo que os arquivos fossem divulgados ao público, a posição de Trump é que os arquivos de Epstein são documentos falsificados criados por seus oponentes políticos, como o governo Biden, Barack Obama e Hillary Clinton.
Trump pediu à mídia que desviasse sua atenção do caso dos arquivos Epstein para sua teoria envolvendo um grupo que inclui Obama, Clinton, James Comey e James Clapper, a quem ele acusa de tentar fraudar as eleições de 2016 e 2020. Ele também pediu ao Departamento de Justiça que os processe por traição e sedição.
Em 18 de julho, um dia após o Wall Street Journal relatar que Trump havia escrito um cartão de aniversário de 50 anos para Epstein 22 anos antes, Trump processou o jornal (especificamente, dois repórteres, o proprietário Rupert Murdoch e as empresas-mãe Dow Jones e News Corp) por difamação e calúnia. Em 22 de julho, Trump encerrou abruptamente uma ligação telefônica com o repórter da CNN Andrew Kaczynski após ser questionado sobre fotos suas com Epstein na década de 1990.